# Олімпік (династ)
Олімпік — елліністичний полководець, династ Карії (область на південному заході Малої Азії).
Олімпік, син Олімпіка, ймовірно, походив із македонської родини. В якийсь момент він став правителем розташованого у північно-західній частині Карії міста Алінда, проте наразі невідомо за яких обставин.
Перші згадки про Олімпіка показують його як стратега сирійського царя Селевка II, котрий надав йому право керувати розміщеними в Карії загонами та гарнізонами. При цьому станом на початок Третьої Сирійської війни значною частиною цієї області, зокрема, її стародавньою столицею Міласою, володіла єгипетська держава Птолемеїв. Невдовзі після початку бойових дій, десь у 246 або 245 р. до н. е., Олімпік взяв Міласу під контроль, а Селевк II, щоб заохотити її мешканців, надав місту автономію.
Зберіглось кілька епіграфічних свідчень, котрі оповідають про відносини між міласійцями та Олімпіком. Останній в одному з листів обіцяє вивести гарнізон з якогось укріплення на землях Олімоса (місто на північ від Міласи, яке об'єдналось з нею в симполітію). Інший напис повідомляє, як цар Селевк став на сторону жерців Лабранди (відомий культовий центр Карії) та наказав Міласі повернути їм землі, при цьому Олімпік безуспішно клопотав за міласійців. Також відомо, що мешканці Міласи пошанували Олімпіка організацією свята на його  честь та встановленням його статуї в святилищі Зевса Лабрандійського поряд зі статуєю Мавсола (найвеличнішого правителя в історії Карії).
Невдовзі після Третьої Сирійської війни Селевк II зазнав нищівної поразки від свого брата Антіоха Гіеракса, котрий став фактично незалежним правителем селевкідських земель у Малій Азії. Олімпік при цьому утримався від переходу на сторону Гіеракса. Коли ж останній в 230—228 рр. до н. е. зазнав серії поразок від пергамського царя Аттала та втратив всі свої малоазійські володіння, Олімпік підшукав собі заступника в особі македонського царя Антигона Досона, який біля 227 р. до н. е. здійснив морську експедицію до Карії. Антигон підтвердив за Олімпіком всі раніше надані Селевком II права, так само як і його наступник Філіпп V. Таким чином, Олімпік перетворився у напівнезалежного династа під егідою Македонії. Коли у другій половині 220-х років представник Селевкідів Ахей відвойовував малоазійські землі в Пергаму, карійський правитель, як і випадку з Антіохом Гіераксом, залишився осторонь цих бойових дій.
В якійсь момент (одні дослідники датують ці події першою половиною 210-х рр. до н. е., інші — 202 р. до н. е., під час Критської війни) Олімпік вступив у конфлікт із розташованим на узбережжі Карії містом Ясос. Про це відомо з листа родосців, котрі просять поважати права ясосців, землям яких завдає шкоди підлеглий Олімпіку Поділос.
Також відомо про пожертви, зроблені Олімпіком у святилище в Дідімах (поблизу Мілета) та на користь Родоса, котрий у 227 році до н. е. потерпів від сильного землетруса.